# Saint-André-de-Lancize
Saint-André-de-Lancize è un comune francese di 128 abitanti situato nel dipartimento della Lozère nella regione dell'Occitania.

## Società

### Evoluzione demografica
Abitanti censiti